# دگما ۹۵

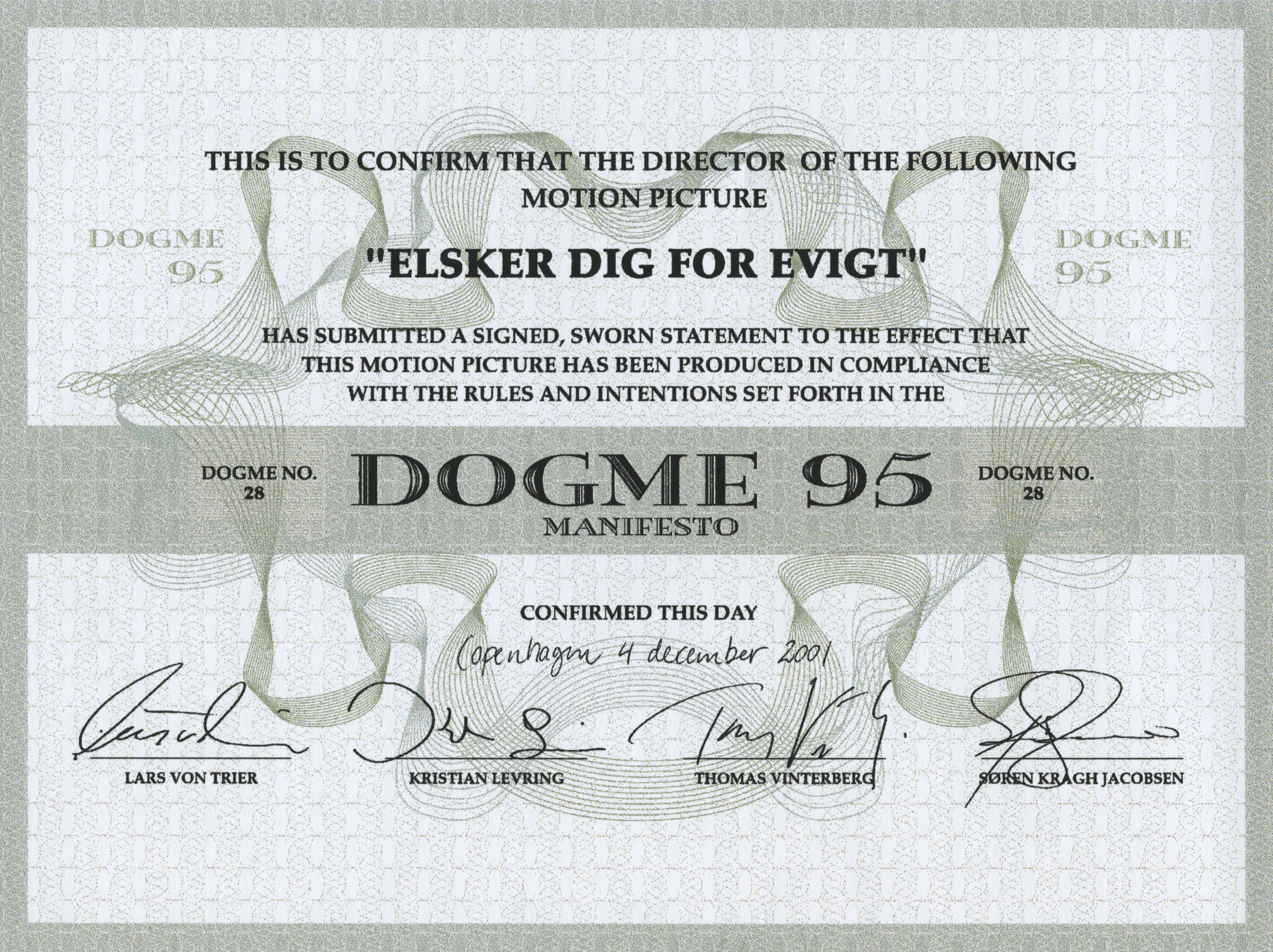
سندی که گواهی می‌کند تا ابد عاشقت هستم بیست و هشتمین اثر جنبش دگما است.

دگما ۹۵ (به انگلیسی: Dogma ۹۵) یک سبک سینمایی است که توسط لارس فون تریه و توماس وینتربرگ دو کارگردان دانمارکی در سال ۱۹۹۵ ایجاد شد و بعدها عدهٔ دیگری از کارگردان‌ها از نقاط مختلف جهان به آن‌ها پیوستند. دگمایی‌ها یک مانیفیست سفت و سخت در باب فیلمسازی داشتند. هدف از این مانیفیست هرچه واقع‌گراتر کردن سینما بود. آن‌ها به کار بردن انواع گوناگون تمهیدات مصنوعی را در سینما ممنوع کردند و فقط به‌کارگیری صحنه‌های طبیعی با نورهای طبیعی و «دوربین روی دست» را مجاز شمردند. از نظر آن‌ها فیلمبرداری حتماً باید در لوکیشن و بدون دستکاری محیط صورت گیرد. آن‌ها استفاده از موسیقی زمینه، نورهای مصنوعی، طراحی صحنه، استفاده از فیلترها و کلاً تمامی دستکاری‌های محیط را ممنوع اعلام کردند. دگمایی‌ها فیلم‌های خود را به ترتیب دگما یک، دگما دو الی آخر نام نهادند.

## فیلم‌های شاخص
- دگما ۱: جشن (۱۹۹۸) توماس وینتربرگ
- دگما ۲: پخمه‌ها (۱۹۹۸) لارس فون تریه
- دگما ۳: واپسین سرود میفونه (۱۹۹۹) سورن کراگ-یاکوبسن
- دگما ۴: شاه زنده است (۲۰۰۰) کریستیان لیورینگ
- دگما ۵: عشاق (۱۹۹۹) ژان-مارک بار
- دگما ۶: جولین کله‌خر (۱۹۹۹) هارمونی کورین
- دگما ۸: فاکلند (۲۰۰۰) خوزه لوئیس مارکس
- دگما ۱۲: زبان ایتالیایی برای مبتدی‌ها (۲۰۰۰) لونه شِـرفی
- دگما ۱۳: آمریکانا (۲۰۰۱) جیمز مرندینو
- دگما ۱۵: دوربین - دگما ۱۵ (۲۰۰۰) ریچارد مارتینی
- دگما ۱۸: یک انسان به‌تمام معنا (۲۰۰۱) اوکه ساندگرین
- دگما ۱۹: وقتی شب به درازا می‌کشد (۲۰۰۱) منا هول
- دگما ۲۱: استدلال کیرا: یک داستان عاشقانه (۲۰۰۱) اوله کریستیان مدسن
- دگما ۲۳: انگم (۲۰۰۱) ولادیمیر گیورسکی
- دگما ۲۸: تا ابد عاشقت هستم (۲۰۰۲) سوزان بیر
- دگما ۳۱: پیامد (۲۰۰۵) خوان پینساس

## فهرست منابع
- کمالی‌نیا، فرزین، جنبش‌ها و سبک‌های سینمایی، انتشارات نگاره‌پرداز صبا، ۱۳۷۸
- ویکی‌پدیای انگلیسی